# Magnus Rød
Magnus Abelvik Rød (* 7. Juli 1997 in Oslo) ist ein norwegischer Handballspieler.

## Karriere

### Verein
Der 2,04 Meter große Rückraumspieler spielte anfangs in der norwegischen Postenligaen beim Verein Bækkelaget Håndball Elite. Im Dezember 2016 unterschrieb Rød einen ab der Saison 2017/18 laufenden Dreijahresvertrag beim deutschen Bundesligisten SG Flensburg-Handewitt, den er im August 2018 vorzeitig bis 2022 und im Oktober 2019 bis 2023 verlängerte. Mit Flensburg gewann er 2018 und 2019 die deutsche Meisterschaft. Nach Ablauf seines Vertrages im Sommer 2023 wechselte Rød zum norwegischen Erstligisten Kolstad IL. Im Sommer 2024 wechselte er zum ungarischen Erstligisten OTP Bank-Pick Szeged. Mit Szeged gewann er 2025 den ungarischen Pokal.

### Nationalmannschaft
Rød gab am 4. Juni 2016 sein Länderspieldebüt für die norwegische Nationalmannschaft, in dem er vier Tore erzielte. Mit Norwegen wurde er 2017 und 2019 Vize-Weltmeister. Bei der EM 2020 gewann Rød mit Norwegen die Bronzemedaille. Im Laufe des Turnieres zog sich Rød eine Fußverletzung zu, weshalb er in den letzten Spielen nicht mehr mitwirken konnte. Auf die Weltmeisterschaft 2021 verzichtete er auf Grund einer Handgelenksverletzung. Als Jugendlicher nahm er an den Olympischen Jugend-Sommerspielen 2014 in Nanjing teil, wo er mit Norwegen die Bronzemedaille gewann. Mit Norwegen nahm er an den Olympischen Spielen in Tokio teil, diese waren für Norwegen jedoch bereits nach dem Viertelfinale beendet, nach einer Niederlage gegen Dänemark. Zudem nahm er an der Weltmeisterschaft 2023 teil. Bei der Europameisterschaft 2024 brach er sich im zweiten Vorrundenspiel den Fuß und wurde durch Kent Robin Tønnesen ersetzt. Bei der Weltmeisterschaft 2025 warf er 21 Tore in sechs Spielen und erreichte mit der Auswahl den 10. Platz.

### Erfolge
SG Flensburg-Handewitt
- Deutscher Meister 2018 und 2019
- DHB-Supercup 2019

SC Szeged
- Ungarischer Pokalsieger 2025

Nationalmannschaft
- Silber bei der Weltmeisterschaft 2017 und 2019
- Bronze bei der Europameisterschaft 2020
- Bronze bei den Olympischen Jugend-Sommerspielen 2014

### Saisonbilanzen
| Saison    | Verein                 | Spielklasse | Spiele | Tore | 7-Meter | Feldtore |
| --------- | ---------------------- | ----------- | ------ | ---- | ------- | -------- |
| 2017/18   | SG Flensburg-Handewitt | Bundesliga  | 25     | 017  | 0       | 017      |
| 2018/19   | SG Flensburg-Handewitt | Bundesliga  | 31     | 081  | 0       | 081      |
| 2019/20   | SG Flensburg-Handewitt | Bundesliga  | 20     | 087  | 01      | 086      |
| 2020/21   | SG Flensburg-Handewitt | Bundesliga  | 38     | 117  | 0       | 117      |
| 2021/22   | SG Flensburg-Handewitt | Bundesliga  | 08     | 11   | 0       | 11       |
| 2022/23   | SG Flensburg-Handewitt | Bundesliga  | 31     | 97   | 0       | 97       |
| 2017–2023 | gesamt                 | gesamt      | 153    | 410  | 01      | 409      |